# 杜比揚卡
49°41′49″N 23°48′27″E / 49.69694°N 23.80750°E
杜比揚卡（烏克蘭語：Дуб'янка），是烏克蘭西部的村莊，隸屬利維夫州的利維夫區。該村始建於1946年，面積0.13平方公里，海拔高度284米，2001年人口47，人口密度每平方公里361.54人。